# Paepalanthus aequalis
Paepalanthus aequalis là một loài thực vật có hoa trong họ Eriocaulaceae. Loài này được (Vell.) J.F.Macbr. mô tả khoa học đầu tiên năm 1931.